# Calatafimi-Segesta
Calatafimi-Segesta é uma comuna italiana da região da Sicília, província de Trapani, com cerca de 7.423 habitantes. Estende-se por uma área de 154 km², tendo uma densidade populacional de 48 hab/km². Faz fronteira com Alcamo, Buseto Palizzolo, Castellammare del Golfo, Gibellina, Monreale (PA), Salemi, Santa Ninfa, Trapani, Vita.

## Demografia
| Variação demográfica do município entre 1861 e 2011                               |
|                                                                                   |
| Fonte: Istituto Nazionale di Statistica (ISTAT) - Elaboração gráfica da Wikipedia |